# La Haine (Lied)
La Haine ist ein Lied des deutschen Rappers Luciano, das im Mai 2019 erschien.

## Entstehung und Veröffentlichung
Das Lied wurde vom Interpreten Patrick Großmann (Luciano) selbst, zusammen mit den Koautoren Konstantin Scherer (Djorkaeff) und Vincent Stein (Beatzarre), geschrieben. Letzte beiden zeichneten zudem auch für die Produktion verantwortlich.
Die Erstveröffentlichung von La Haine erfolgte als Single am 31. Mai 2019 bei Locosquad. Diese erschien als digitaler Einzeltrack zum Download und Streaming. Am 29. August desselben Jahres erschien das Lied als Teil von Lucianos dritten Studioalbum Millies (Katalognummer: 00602577619229), dessen dritte Singleauskopplung es ist.

## Inhalt und Stil
Die Titelbezeichnung spielt auf den französischen Spielfilm La Haine (im deutschsprachigen Raum bekannt als Haß) von Mathieu Kassovitz an, der soziale Spannungen und Gewalt in den Banlieues Frankreichs darstellt. Die Hookline enthält die Zeile „Habibi, Baby, la wain, guck, ich leb’ wie La Haine“, die eine Anspielung auf den Film darstellt, während der Text weitgehend von Reichtum, Statussymbolen wie einem Mercedes-AMG und Reisen nach Dubai handelt.

## Musikvideo
Das Musikvideo zu La Haine entstand unter der Regie von Felix Aaron und feierte seine Premiere am Tag der Singleveröffentlichung auf der Videoplattform YouTube. Bis August 2025 zählte das Video über 15,9 Millionen Aufrufe auf dem Videoportal.

## Kommerzieller Erfolg

### Chartplatzierungen
La Haine avancierte zum Top-10-Hit in Deutschland, Österreich und der Schweiz, wo es überall mit Rang vier seine beste Platzierung erreichte. 2019 platzierte sich das Lied zudem auf Rang 72 der deutschen Single-Jahrescharts.
| ChartsChartplatzierungen | Höchstplatzierung | Wochen |
| ------------------------ | ----------------- | ------ |
| Deutschland (GfK)        | 4 (16 Wo.)        | 16     |
| Österreich (Ö3)          | 4 (8 Wo.)         | 8      |
| Schweiz (IFPI)           | 4 (8 Wo.)         | 8      |

| ChartsJahrescharts (2019) | Platzierung |
| ------------------------- | ----------- |
| Deutschland (GfK)         | 72          |

### Auszeichnungen für Musikverkäufe
| Land/Region        | Auszeichnungen für Musikverkäufe (Land/Region, Auszeichnung, Verkäufe) | Verkäufe |
| ------------------ | ---------------------------------------------------------------------- | -------- |
| Deutschland (BVMI) | Gold                                                                   | 200.000  |
| Schweiz (IFPI)     | Platin                                                                 | 30.000   |
| Insgesamt          | 1× Gold · 1× Platin ·                                                  | 230.000  |